# Renford Bambrough
John Renford Bambrough, 29 avril 1926 – 17 janvier 1999, est un philosophe britannique, fellow du St John's College à Cambridge de 1950 à 1999, où il occupe le titre de doyen (1964-1979) puis de président (1979-1983).

## Publications (sélection)
Monographies et éditions
- New essays on Plato and Aristotle. Edited by Renford Bambrough. Routledge & Kegan Paul, Londres, 1965.
- Plato, Popper and politics. Some contributions to a modern controversy. Heffer, Cambridge; Barnes & Noble, New York, 1967.
- Reason, truth and God. Methuen, Londres, 1969, Nachdruck 1979.
- Wisdom. Twelve essays. Edited by Renford Bambrough. Blackwell, Oxford 1974. — (Festschrift pour John Wisdom). — Rez. von Godfrey Vesey, in: Mind New Series, vol. 85, no 337 (janvier 1976), pp. 124-126, online.
- Moral scepticism and moral knowledge. Humanities Press, Atlantic Highlands, N. J. 1979. — Rez. von Douglas J. Den Uyl, in: Reason Papers no 7 (printemps 1981) 109-114, online (PDF; 298kB).

Éditions de textes
- The philosophy of Aristotle. A new selection. With an introduction and commentary by Renford Bambrough. New translations by A. E. Wardman and J. L. Creed. New American Library, New York, 1963.
- Plato, The Republic. Traduction de A. D. Lindsay. Introduction et notes de Renford Bambrough. Dent, Londres, 1976.

Articles
- Universals and Family Resemblances, in: Proceedings of the Aristotelian Society, New Series, vol. 61, 1960–1961, pp. 207-222, online.

## Source de la traduction
- (en) Cet article est partiellement ou en totalité issu de l’article de Wikipédia en anglais intitulé « Renford Bambrough » (voir la liste des auteurs).